# يورام فان كلافيرين
يورام فان كلافرن (بالهولندية: Joram van Klaveren)‏ هو سياسي هولندي، كان عضواً ونائباً في في البرلمان الهولندي عن حزب من أجل الحرية من 17 يونيو 2010 حتى 21 مارس 2014، وهو حزب ذو توجهات يمينية متطرفة معادية للأجانب، خصوصاً المسلمين. اشتهر بتعليقاته المعادية للمسلمين وعُرف بمواقفه المتشددة المناهضة للإسلام والمسلمين قبل أن يعتنق الإسلام.
لاحقاً عمل مستقلاً حتى انتهاء فترة ولايته في 23 مارس 2017. ركز على مسائل إلغاء الفصل العنصري ، ونسبة العمالة إلى السكان ، والمساواة والتحرر. من 24 مارس 2011 حتى 11 يونيو 2014، كان عضوًا في البرلمان الإقليمي الهولندي لمقاطعة فليفولاند.
في أكتوبر 2018 اعتنق الإسلام في منتصف الطريق من خلال تأليف كتاب مناهض للإسلام. 
في تشرين الأول 2018، اعتنق الإسلام، كان يؤلف كتاباً ضد الإسلام، وعندما درس الإسلام من وجهة نظر المسلمين أعجبه دين الإسلام، واعتنق الاسلام. تأثر بكتب مارتن لنكز. بعد أن أصبح مسلماً، قرر إعادة تكريس كتابه للبحث عن التدين والهداية إلى الإسلام. في سنة 2019 اصدر كتابا عن وضعه الديني ووضح كيف صار مسلماً بعنوان " مرتد من المسيحية إلى الإسلام في زمن العلمانية والإرهاب" باللغتين الهولندية والإنجليزية.

## النشأة والتعليم
وُلد فان كلافرين في 23 يناير 1979 في أمستردام . نشأ كمسيحي متحرر مع الكنائس الإصلاحية في هولندا، ودرس العقائد الدينية في الجامعة الحرة بأمستردام ، وعمل مُعلماً هناك. بعد حصوله على الدكتوراه ، قام بتدريس الفلسفة والعلوم الاجتماعية في المدرسة الثانوية متعددة الطوائف ISG Arcus في ليليستاد ، وفي المدرسة المسكونية (لتوحيد الكنائس) Trinitas Gymnasium ، في مدينة ألمير.

## الحياة السياسية والمهنية
من آذار 2006 إلى حزيران 2009، كان عضوًا في مجلس بلدية ألمير نيابة عن عن حزب الشعب من أجل الحرية والديمقراطية (VVD). شارك في الانتخابات العامة لعام 2010، في الانتخابات الهولندية العامة لعام 2010 تم انتخابه في مجلس النواب الهولندي نيابة عن حزب الحرية. إلى جانب ذلك كان أيضاً عضواً في البرلمان الإقليمي لولايات فليفولاند منذ انتخابات المحافظات لعام 2011.
في 21 مارس 2014 أعلن فان كلافرين أنه سيترك حزب الحرية ، لأنه لم يعد يوافق على مسار الحزب. لعبت التعليقات المثيرة للجدل حول الأقلية المغربية في هولندا من قبل زعيم الحزب خيرت فيلدرز بعد الانتخابات المحلية لعام 2014 دورًا في هذا القرار. واصل فان كلافرين نائباً مستقلاً. في مايو 2014 أسس يورام فان كلافيرين ، مع لويس بونتيس ويوهان دريسن ، حزبًا سياسيًا محافظًا جديدًا يسمى من أجل هولندا ( VoorNederland).
بعد الفشل في إعادة انتخابه خلال الانتخابات العامة لعام 2017 لأن حزب من أجل هولندا ( VoorNederland) VNL لم يؤمن مقعدًا واحدًا، انتهت فترة ولايته في مجلس النواب رسميًا في 23 مارس 2017.
بعد ذلك أصبح معلقًا في عام 2017 في البرنامج الإذاعي اليومي Dit is de Dag ، الذي تنتجه الإذاعة العامة المسيحية (Evangelische Omroep (EO ، وحسب أحد المذيعين في القناة تم تعيين يورام لأنه يمثل المسيحيين اليمينيين المحافظين .

## إسلامه
كان معروفا عن فان كلافرين بتعليقات معادية للإسلام: تحدث عن «بؤس المسلمين». في عام 2019، في المقابلات بمناسبة نشره كتاب "مرتد من المسيحية إلى الإسلام في زمن العلمانية والإرهاب"، والذي يروي بحثه عن الدين والتدين، ذكر أنه الآن يقبل محمد على أنه النبي، وقال إنه اعتنق الإسلام.
في كتابه 'مرتد' (اسم الكتاب بالإنجليزية: Apostate); تكلم فان كلافيرن وعلق على شهادته بخصوص الإيمان:
«الفكرة التي تواجدت بخاطري؛ ان الله هو إله واحد، الله الذي هو نفسه قد تكلم عنه موسى وعيسى وغيرهم الكثيرين؛ هو نفسه الله الذي نقرأ عنه في القرآن، وان محمد صلى الله عليه وسلم، برأيي بلا أي شك تنطبق سيرته مع سيرة الأنبياء المذكورين في الإنجيل؛ قررت ان أعلن شهادتي. وقد اعلنت شهادتي هذه بعد تناول عشاء متميز في اجواء بيتية حميمة مع مجموعة صغيرة من الناس. بعد ان قمت بإعلان شهادتي لم تهطل السماء بالذهب ولم أرى النجوم تتلألأ بأكثر من عادتها. ولكن؛ لاحظت حدوث سرور وبهجة شخصية وراحة».
قال زعيمه السياسي السابق فيلدرز (PVV)، بتعليق حول اسلام فان كلافيرن؛ إنه لم يرى في الافق أو يتنبأ ان يقوم فان كلافرين باعتناق الإسلام، مضيفا أن سماعه للخبر كان شبيه بسماعه لخبر ان شخص نباتي قام بقبول وظيفة في مسلخ، وأضاف زعيمه السابق في حزب "VNL" يان روس مندهشا: «هل هذا التحول يشكل مفاجأة بالنسبة لي؟ نعم، تمامًا».

## من مؤلفاته
- كتاب: Afvallige

Van christendom naar islam in tijden van secularisatie en terreur «الارتداد من المسيحية إلى الإسلام وسط الترهيب العلماني» (صدر سنة 2019).

## روابط خارجية
- من مُعادٍ كاره إلى مؤمن محب - رحلة إيمان يورام فان كلافيرين - يوتيوب.
- هولندا.. سياسي يروي قصة تحوله من اليمين المتطرف إلى اعتناق الإسلام - يوتيوب.